# Saranthe
Saranthe là một chi thực vật có hoa trong họ Marantaceae.

## Các loài
- Saranthe composita
- Saranthe eichleri [5]
- Saranthe gladioli
- Saranthe glumacea
- Saranthe klotzschiana
- Saranthe leptostachya
- Saranthe madagascariensis
- Saranthe membranacea
- Saranthe tenuifolia
- Saranthe ustulata